# Arena Ritten
L'Arena Ritten è un complesso sportivo italiano, situato a Collalbo, il capoluogo comunale di Renon.
Si tratta di un complesso polivalente, che si compone principalmente di un anello ghiacciato per il pattinaggio di velocità e di uno stadio del ghiaccio coperto da 2.000 posti, che ospita le partite di hockey su ghiaccio dell'SV Renon Hockey, oltre che gare di short track e di stock sport. Sono inoltre presenti tre campi da tennis e due da calcio, oltre ad una palestra ed a punti di ristoro.
Il complesso è sede delle attività della polisportiva Ritten Sport.

## Anello di ghiaccio
L'anello di ghiaccio dell'Arena Ritten, lungo 400 metri è considerato la pista ghiacciata all'aperto più veloce del mondo.
Ha ospitato le edizioni dei Campionati europei di pattinaggio di velocità del 2007, 2011 e 2019.

## Stadio del ghiaccio
Ha ospitato il campionato del mondo di stock sport nel 2008.
L'Arena Ritten è il ghiaccio di casa della locale compagine di hockey su ghiaccio, l'SV Renon Hockey, squadra che milita nel massimo campionato italiano.

## Trasporti
Nei pressi del complesso sorge la fermata Weidacher della ferrovia del Renon.